# 李鄭屋邨
李鄭屋邨（英語：Lei Cheng Uk Estate）是一座香港公共屋邨，位於香港九龍深水埗區長沙灣鴉巢山的南面，與蘇屋邨相鄰，與白田邨及石硤尾邨隔山（喃嘸山）相望，是香港歷史悠久的公共屋邨之一，曾於1980年代全面重建，新建成的樓宇於1984年陸續入伙，其後於2002年於租者置其屋計劃第5期把邨內部份單位出售予租戶，現由業主立案法團管理屋邨事務，法團曾委任了香港房屋協會負責屋邨日常管理及房屋署則負責邨內出租單位的租約管理。由於屋邨部份位於舊啟德機場的高度限制圈內，所以李鄭屋邨孝廉樓及孝慈樓雖是Y4型設計，但比一般同型樓宇減少11層樓，以及不設1樓，故此24樓已為頂樓，此兩座亦是所有Y型大廈中層數最少的兩座。
寶麗苑（英語：Po Lai Court）是香港房屋委員會與香港市政局合作發展的建屋計劃。位於香港九龍深水埗區長沙灣，前身是1983年清拆的木屋區，是戰前蘇屋村的原址。佔地6000平方米，住宅發展面積：37426平方米，政府及社團發展面積：19020平方米；共有三座9層高樓宇，共378個單位。上面是個平台花園，建有三幢設計獨特的居者有其屋樓宇。寶麗苑由伍振民建築師（香港）有限公司設計，由於屋苑落成時機場尚未搬遷，故此地皮有高度限制，加上地盤細小，要採用非標準的特別設計才把地盤的發展潛力用盡，間隔主要為兩房兩廳單位及極少量三房兩廳設計，部份位於轉角位的單位更是鑽石形設計。單位一般設有一至兩個的花槽，而部份單位花槽外建有混凝土裝飾板而上面更設有圓形的洞，這成了寶麗苑之一大建築特色。寶麗苑在1986年的第8期乙居屋計劃中發售，在1987年落成入伙，屋苑基座為保安道市政大廈，大廈內設有街市，熟食檔位，圖書館，自修室，室內運動場及壁球場等。
寶熙苑（英語：Po Hei Court）的前身是李鄭屋邨第十二座，是其中一座雙H型的第一型徙置大廈（另一座雙H型的第一型徙置大廈為大坑東邨第九座），是香港房屋委員會發展的居者有其屋屋苑，於14期乙居屋計劃發售，位於香港九龍深水埗區長沙灣新九龍內地段6117號，由利安建築師事務所有限公司設計，振華工程有限公司承建，康業服務有限公司管理，由於屋苑落成時啟德機場尚未搬遷，故此地皮有高度限制，加上地盤細小，要採用非標準的特別設計才把地盤的發展潛力用盡，屋苑共有2座14層高的住宅，每層15伙，間隔分兩房兩廳(佔單位總數的53%)及三房兩廳兩廁(佔單位總數的47%)設計，基座為寶熙苑商場、園林及上落貨車位，前方為李鄭屋漢花園，毗鄰的李鄭屋邨停車場預留了65個車位供寶熙苑居民使用，屋苑共有單位390個，在1993年落成，鄰近李鄭屋漢墓。

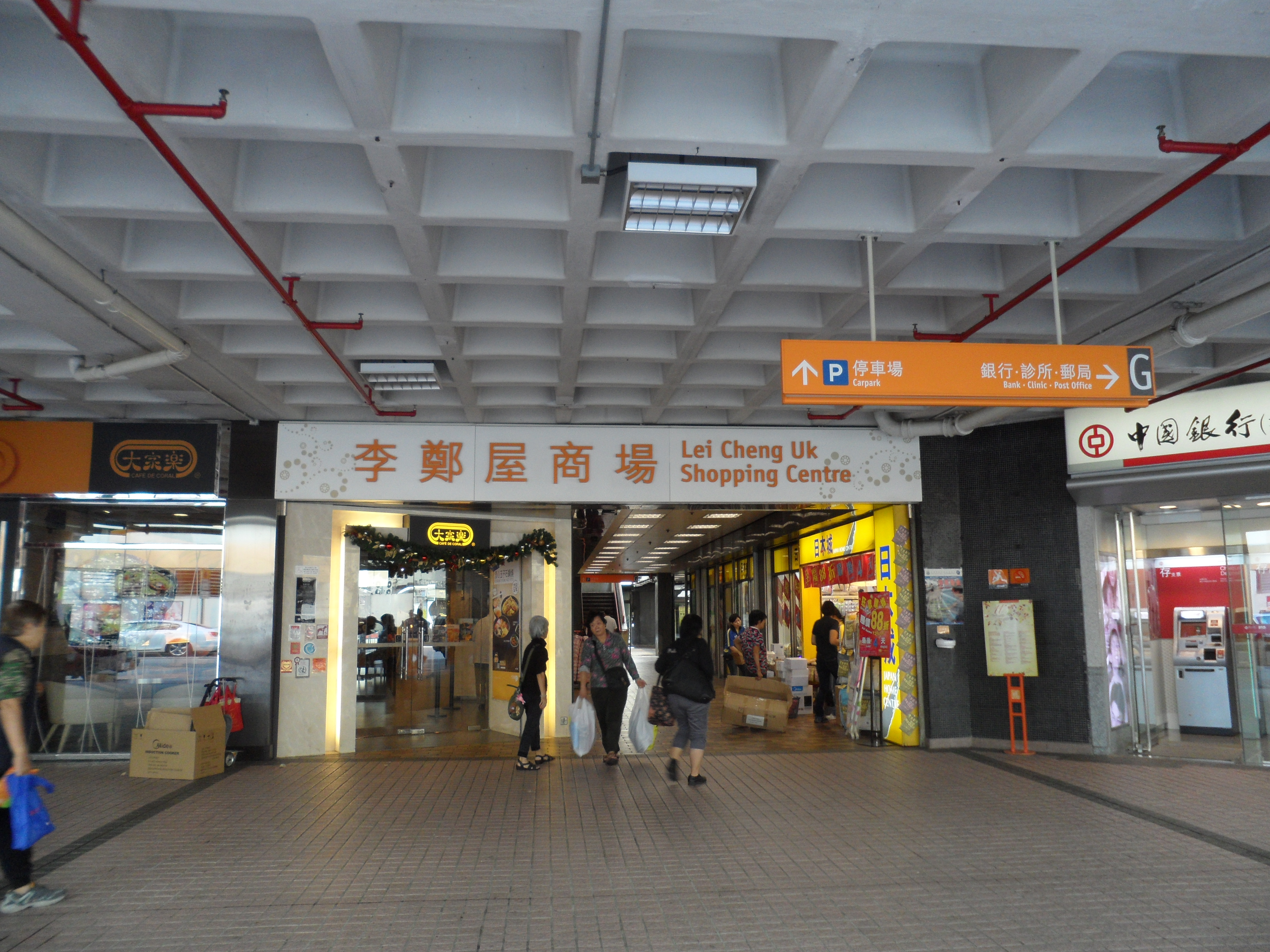
李鄭屋商場地面的東面通道

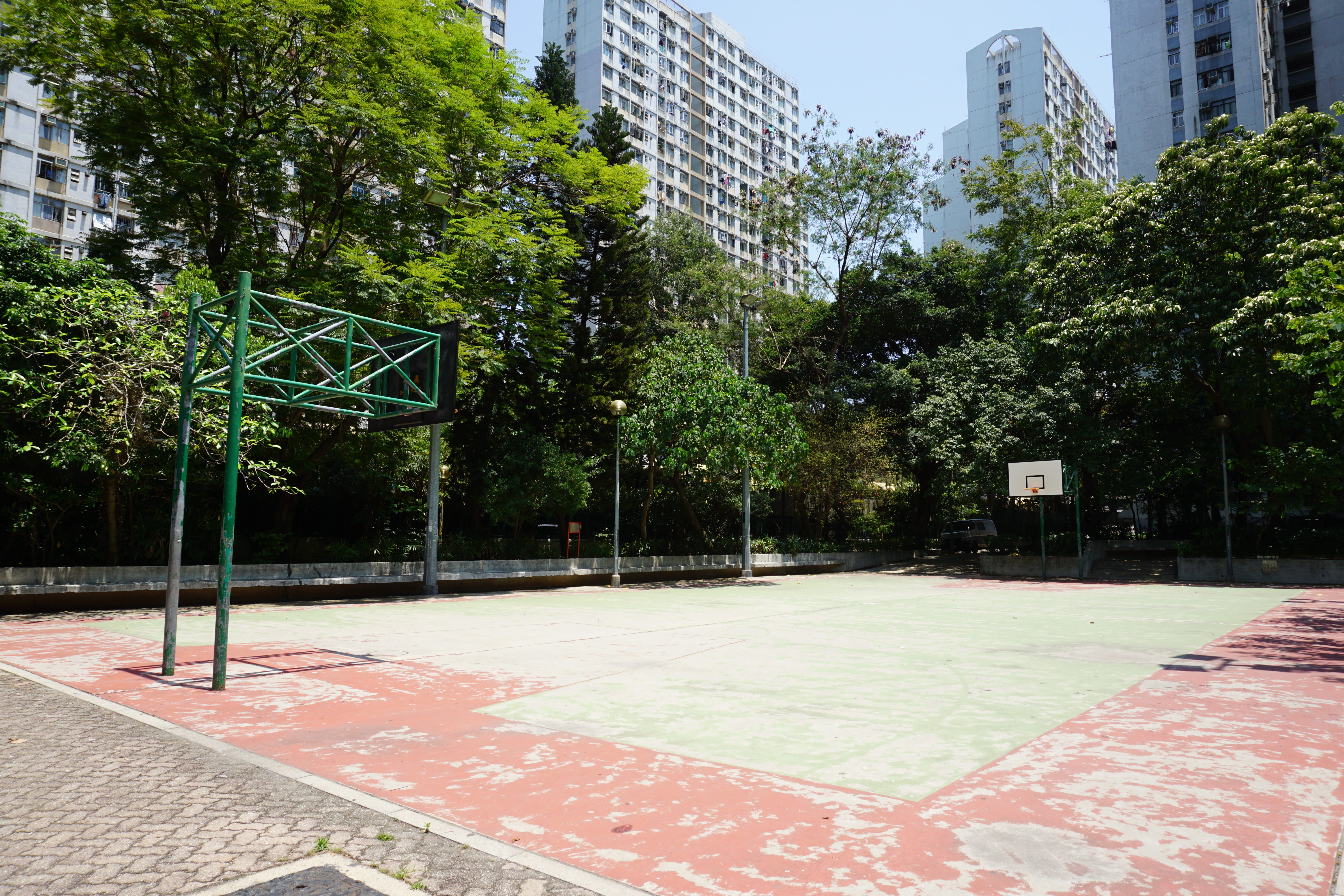
籃球場

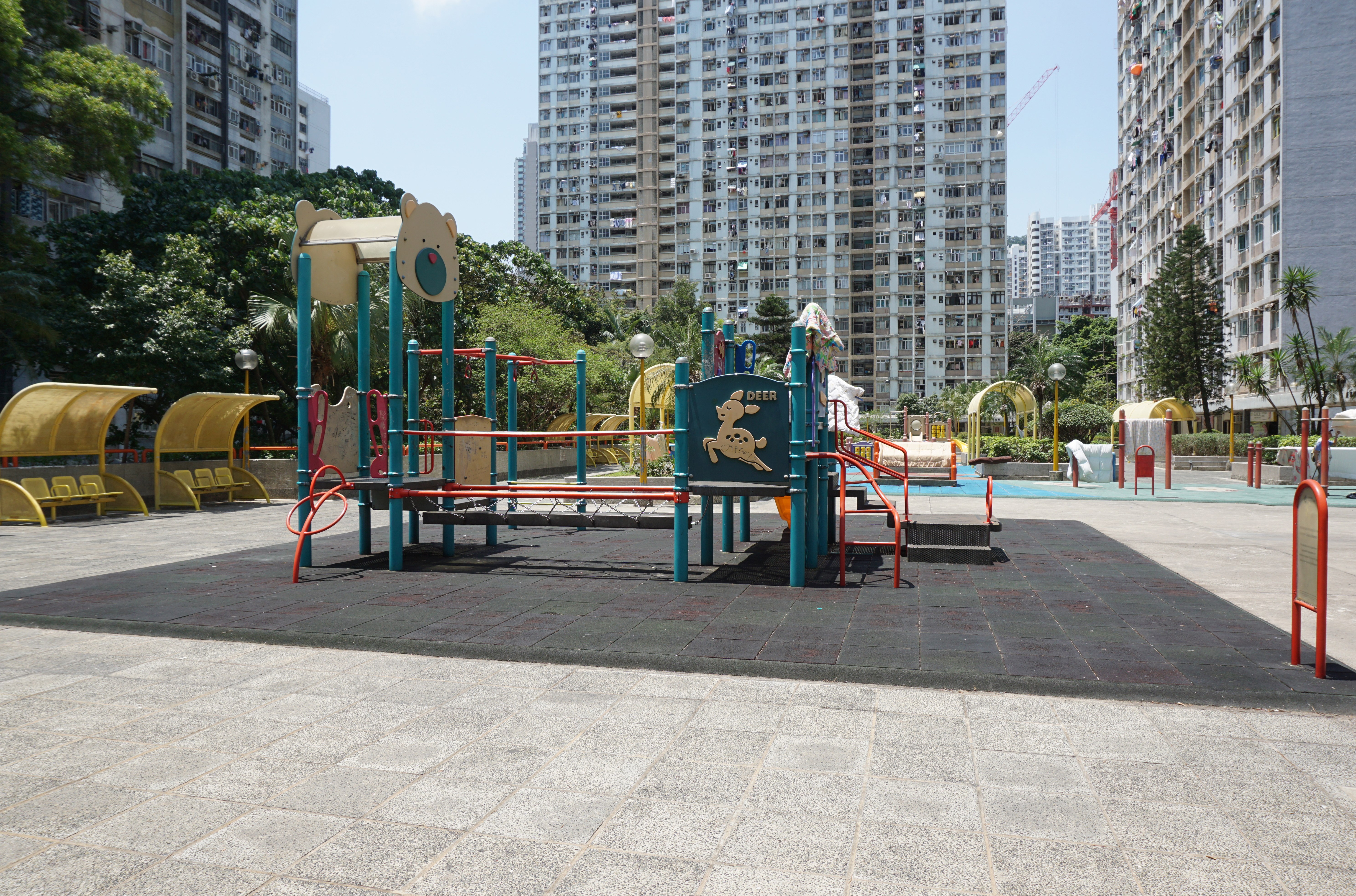
兒童遊樂場及健體區

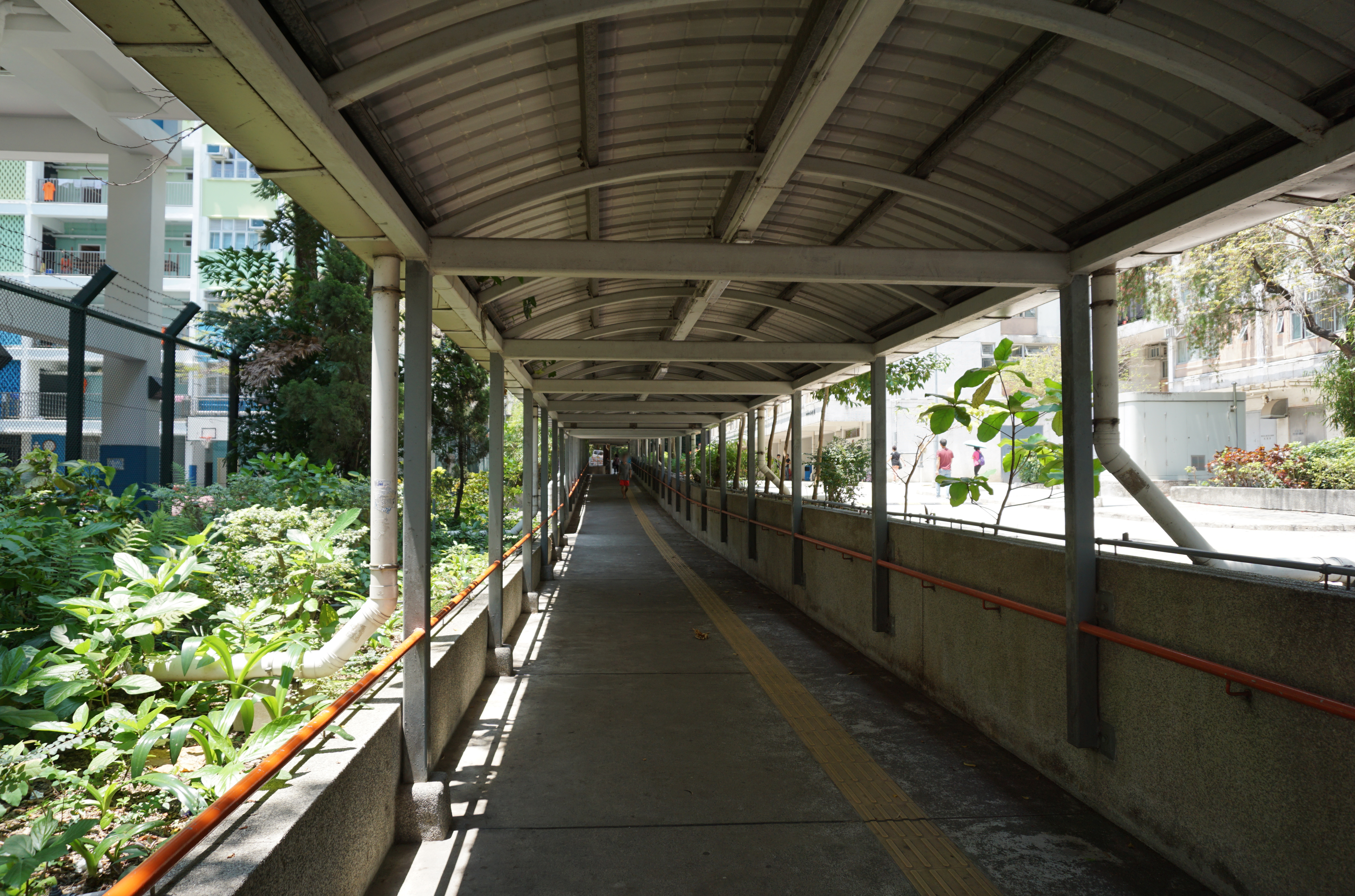
邨內有蓋行人通道

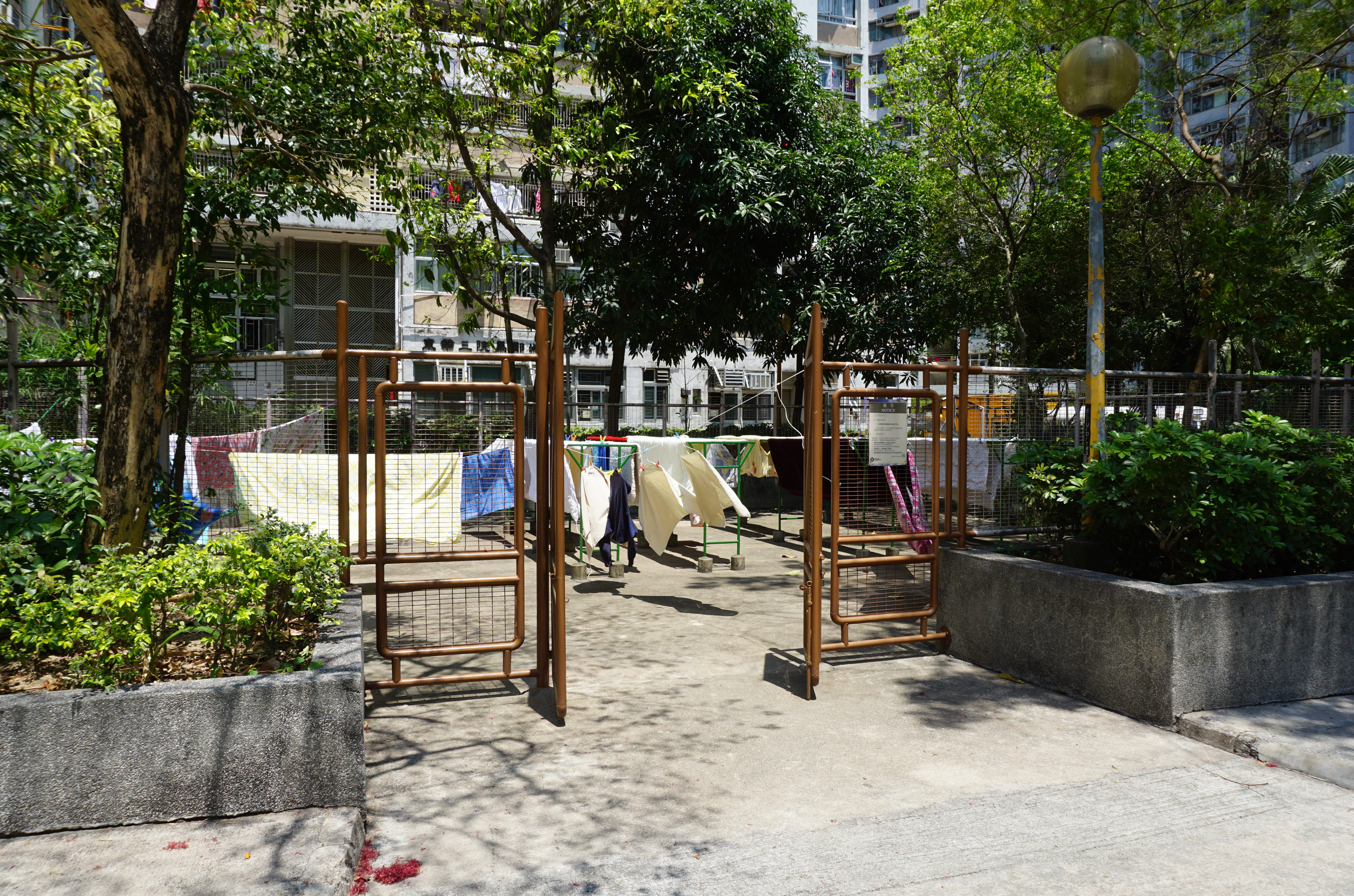
曬衣架

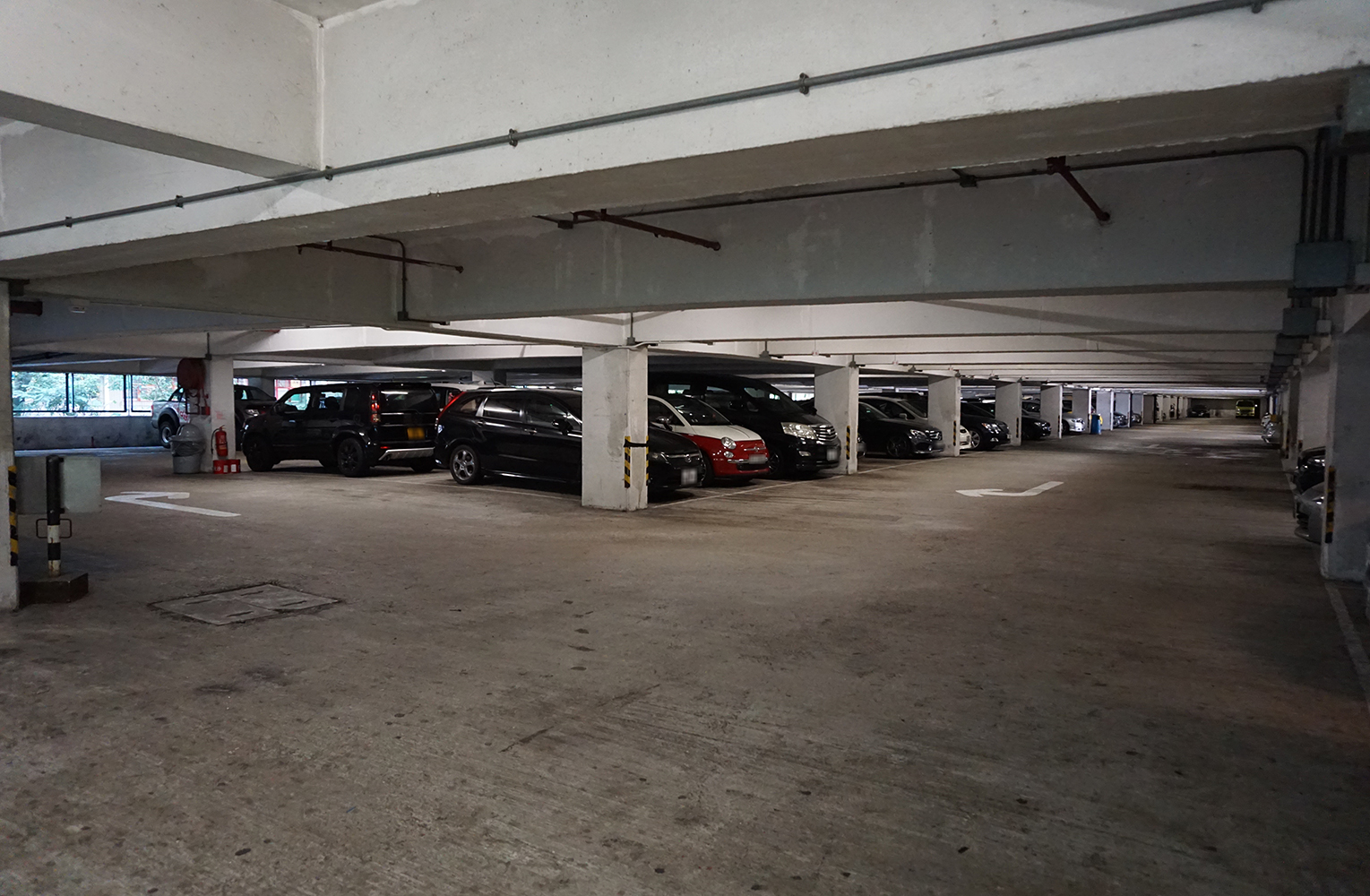
停車場

李鄭屋邨業主立案法團主席: 
- 丘永順(2004年5月-2006年7月)
- 馬耀真(2018年4月-2019年1月)
- 劉貴華(2019年?月-2024年4月)
- 楊國堅(2024年4月-現任)

## 歷史
李鄭屋邨的前身為李屋村和鄭屋村，位於尖山（或稱鷹巢山）和筆架山（畢架山）的山腳交匯，該地在東漢時大概已經有居民（因邨內曾發掘出東漢墓）。
早在清朝已經有長沙灣李屋村的記載，當時以村中大姓命名村名已非常普遍。
1950年代前為西洋菜田及青山道李鄭屋村木屋區，1954年10月1日，李鄭屋村與旁邊的長沙灣新村發生火災，災民逾6000人，政府及後宣佈在該地興建12幢七層高的徙置大廈，李鄭屋村大部份木屋於1955年初清拆。1955年8月9日，在把李鄭屋開拓成徙置區時，在原擬興建C座及D座的位置意外地發現一座東漢時期古墓，現建有李鄭屋漢墓博物館作永久保存。
所以李鄭屋村落成時是缺去CD兩座。而保育古墓後，餘下的土地改建成官立小學、一個公園和最後的V座。
1980年代，香港房屋委員會決定將李鄭屋徙置區分期重建成當時的新型公共屋邨，興建10幢公屋和一個特別設計的居屋屋苑寶熙苑，歷時接近14年。而寶麗苑前身為木屋區，並不屬於李鄭屋徙置區範圍。公屋並以中國傳統品德人格（主要取自四維八德）命名，例如：忠孝樓、仁愛樓、信義樓、和平樓、和睦樓、廉潔樓、禮讓樓、道德樓、孝廉樓和孝慈樓；以及在原址興建一個公園和在漢墓附近興建漢花園。

## 屋邨資料

### 現存樓宇
此屋邨各樓宇命名均有心思，以中國人的不同美德為各樓宇命名，為全港芸芸屋邨中罕見例子。

#### 李鄭屋邨
| 樓宇名稱（座號）    | 樓宇類型                     | 落成年份 | 層數 | 每層伙數 | 單位數目（伙） | 建築師       | 承建商                     | 提供升降機的廠商 | 期數 |
| ------------------- | ---------------------------- | -------- | ---- | -------- | -------------- | ------------ | -------------------------- | ---------------- | ---- |
| 忠孝樓（第1座高座） | 雙連座工字型 （第三代設計）  | 1984年   | 27   | 15       | 404            | 房屋署建築師 | 聯星建築有限公司           | 美善高 （通力）  | 1    |
| 仁愛樓（第1座低座） | 雙連座工字型 （第三代設計）  | 1984年   | 25   | 15       | 374            | 房屋署建築師 | 聯星建築有限公司           | 美善高 （通力）  | 1    |
| 信義樓（第2座）     | 舊長型 （中央走廊式，連接F） | 1984年   | 18   | 41       | 738            | 房屋署建築師 | 聯星建築有限公司           | 美善高 （通力）  | 1    |
| 和平樓（第3座）     | 舊長型 （中央走廊式，連接F） | 1984年   | 18   | 41       | 738            | 房屋署建築師 | 聯星建築有限公司           | 美善高 （通力）  | 1    |
| 道德樓（第4座）     | 相連長型一型                 | 1990年   | 26   | 14       | 353            | 房屋署建築師 | 耀榮建築有限公司           | 通力             | 3    |
| 禮讓樓（第5座）     | 相連長型三型                 | 1989年   | 24   | 20       | 474            | 房屋署建築師 | 耀榮建築有限公司           | 通力             | 3    |
| 廉潔樓（第6座）     | 相連長型三型                 | 1989年   | 24   | 20       | 469            | 房屋署建築師 | 耀榮建築有限公司           | 通力             | 3    |
| 和睦樓（第7座）     | 相連長型三型                 | 1990年   | 23   | 20       | 454            | 房屋署建築師 | 耀榮建築有限公司           | 通力             | 3    |
| 孝廉樓（第8座）     | Y4型 （早期型設計）          | 1989年   | 23   | 18       | 414            | 房屋署建築師 | 大韓造船 （今STX造船海洋） | 迅達             | 2    |
| 孝慈樓（第9座）     | Y4型 （早期型設計）          | 1989年   | 23   | 18       | 408            | 房屋署建築師 | 大韓造船 （今STX造船海洋） | 迅達             | 2    |

忠孝樓及仁愛樓是深水埗區，甚至是整個九龍西地區中僅有兩幢工字型設計的公屋樓宇；而孝廉樓與孝慈樓為深水埗區和整個九龍西地區中，僅有兩幢採用Y型設計的公屋樓宇。
李鄭屋商場英文名原本為「Lei Cheng Uk Arcade」，2000年代改稱「Lei Cheng Uk Shopping Centre」。商場售予基匯資本牽頭財團後，於2020年進行翻新工程。場內主要商戶有惠康超級市場、大家樂、7-11便利店、日本城、中國銀行、阿波羅（2009年第一次開業，已於2019年結業）、稻香超級漁港等。

#### 寶麗苑
| 樓宇名稱（座號） | 門牌號碼    | 樓宇類型              | 落成年份 | 層數 | 每層伙數 | 單位數目（伙） | 建築師                       | 提供升降機的廠商 |
| ---------------- | ----------- | --------------------- | -------- | ---- | -------- | -------------- | ---------------------------- | ---------------- |
| 寶福閣（A座）    | 保安道329號 | 非標準型 （特別設計） | 1987年   | 8    | 16       | 126            | 伍振民建築師（香港）有限公司 | 迅達             |
| 寶澤閣（B座）    | 保安道327號 | 非標準型 （特別設計） | 1987年   | 8    | 16       | 126            | 伍振民建築師（香港）有限公司 | 迅達             |
| 寶康閣（C座）    | 保安道325號 | 非標準型 （特別設計） | 1987年   | 8    | 16       | 126            | 伍振民建築師（香港）有限公司 | 迅達             |

#### 寶熙苑
| 樓宇名稱（座號） | 門牌號碼    | 樓宇類型              | 落成年份 | 層數 | 每層伙數 | 單位數目（伙） | 建築師                   | 承建商           | 提供升降機的廠商 |
| ---------------- | ----------- | --------------------- | -------- | ---- | -------- | -------------- | ------------------------ | ---------------- | ---------------- |
| 富熙閣（A座）    | 保安道255號 | 非標準型 （特別設計） | 1993年   | 13   | 15       | 390            | 利安建築師事務所有限公司 | 振華工程有限公司 | 迅達             |
| 榮熙閣（B座）    | 保安道255號 | 非標準型 （特別設計） | 1993年   | 13   | 15       | 390            | 利安建築師事務所有限公司 | 振華工程有限公司 | 迅達             |

### 歷代樓宇
| 樓宇名稱（座號） | 樓宇類型 | 落成年份      | 拆卸年份 | 原座號 | 期數 | 重建後原地所屬的屋苑/樓宇/建築物 | 安置屋邨                                 |
| ---------------- | -------- | ------------- | -------- | ------ | ---- | -------------------------------- | ---------------------------------------- |
| 第1座            | 第一型   | 1956年4月     | 1982年   | J      | 1    | 和平樓 李鄭屋商場                | 麗閣邨 大坑東邨改建樓宇 彩雲邨 新田圍邨  |
| 第2座            | 第一型   | 1956年4月     | 1982年   | K      | 1    | 和平樓 李鄭屋商場                | 麗閣邨 大坑東邨改建樓宇 彩雲邨 新田圍邨  |
| 第3座            | 第一型   | 1956年4月     | 1982年   | L      | 1    | 道德樓 禮讓樓 廉潔樓 和睦樓      | 麗閣邨 大坑東邨改建樓宇 彩雲邨 新田圍邨  |
| 第4座            | 第一型   | 1956年6月-9月 | 1985年   | M      | 2    | 道德樓 禮讓樓 廉潔樓 和睦樓      | （同一屋邨） 信義樓 忠孝樓 仁愛樓 和平樓 |
| 第5座            | 第一型   | 1956年6月-9月 | 1985年   | N      | 2    | 道德樓 禮讓樓 廉潔樓 和睦樓      | （同一屋邨） 信義樓 忠孝樓 仁愛樓 和平樓 |
| 第6座            | 第一型   | 1956年6月-9月 | 1985年   | H      | 2    | 道德樓 禮讓樓 廉潔樓 和睦樓      | （同一屋邨） 信義樓 忠孝樓 仁愛樓 和平樓 |
| 第7座            | 第一型   | 1956年6月-9月 | 1985年   | F      | 2    | 道德樓 禮讓樓 廉潔樓 和睦樓      | （同一屋邨） 信義樓 忠孝樓 仁愛樓 和平樓 |
| 第8座            | 第一型   | 1956年6月-9月 | 1985年   | E      | 2    | 道德樓 禮讓樓 廉潔樓 和睦樓      | （同一屋邨） 信義樓 忠孝樓 仁愛樓 和平樓 |
| 第9座            | 第一型   | 1959年        | 1991年   | V      | 4    | 漢花園                           | （同一屋邨） 道德樓 禮讓樓 廉潔樓 和睦樓 |
| 第10座           | 第一型   | 1956年4月     | 1982年   | G      | 1    | 信義樓 忠孝樓 仁愛樓             | 麗閣邨 大坑東邨改建樓宇 彩雲邨 新田圍邨  |
| 第11座           | 第一型   | 1956年4月     | 1991年   | B      | 1    | 漢花園                           | （同一屋邨） 道德樓 禮讓樓 廉潔樓 和睦樓 |
| 第12座           | 第一型   | 1955年4月     | 1985年   | A      | X    | 寶熙苑                           | （同一屋邨） 道德樓 禮讓樓 廉潔樓 和睦樓 |
| 第13座           | 第一型   | 1957年3月     | 1991年   | O      | 3    | 李鄭屋遊樂場                     | （同一屋邨） 道德樓 禮讓樓 廉潔樓 和睦樓 |
| 第14座           | 第一型   | 1957年3月     | 1991年   | P      | 3    | 李鄭屋遊樂場                     | （同一屋邨） 道德樓 禮讓樓 廉潔樓 和睦樓 |
| 第15座           | 第一型   | 1957年3月     | 1991年   | Q      | 3    | 李鄭屋遊樂場                     | （同一屋邨） 道德樓 禮讓樓 廉潔樓 和睦樓 |
| 第16座           | 第一型   | 1957年3月     | 1991年   | R      | 3    | 李鄭屋遊樂場                     | （同一屋邨） 道德樓 禮讓樓 廉潔樓 和睦樓 |
| 第17座           | 第一型   | 1959年        | 1985年   | S      | 4    | 孝慈樓 孝廉樓                    | （同一屋邨） 信義樓 忠孝樓 仁愛樓 和平樓 |
| 第18座           | 第一型   | 1959年        | 1985年   | T      | 4    | 孝慈樓 孝廉樓                    | （同一屋邨） 信義樓 忠孝樓 仁愛樓 和平樓 |
| 第19座           | 第一型   | 1959年        | 1985年   | U      | 4    | 孝慈樓 孝廉樓                    | （同一屋邨） 信義樓 忠孝樓 仁愛樓 和平樓 |

粗體表示該樓宇牽涉26座問題公屋醜聞，其混凝土強度未達高層單位20.7MPa或低層單位31MPa的標準，相關樓宇已納入整體重建計劃下重建
寶熙苑商場規模比鄰近的李鄭屋商場細小，商店也較少。現時由領展房地產投資信託基金管理。場內主要商戶有百分百餐廳、意樂餐廳、大昌食品、聖安娜餅屋、759阿信屋、7-11便利店、阿波羅（1993年開業，結業後搬遷至元州商場）等。

## 圖片集

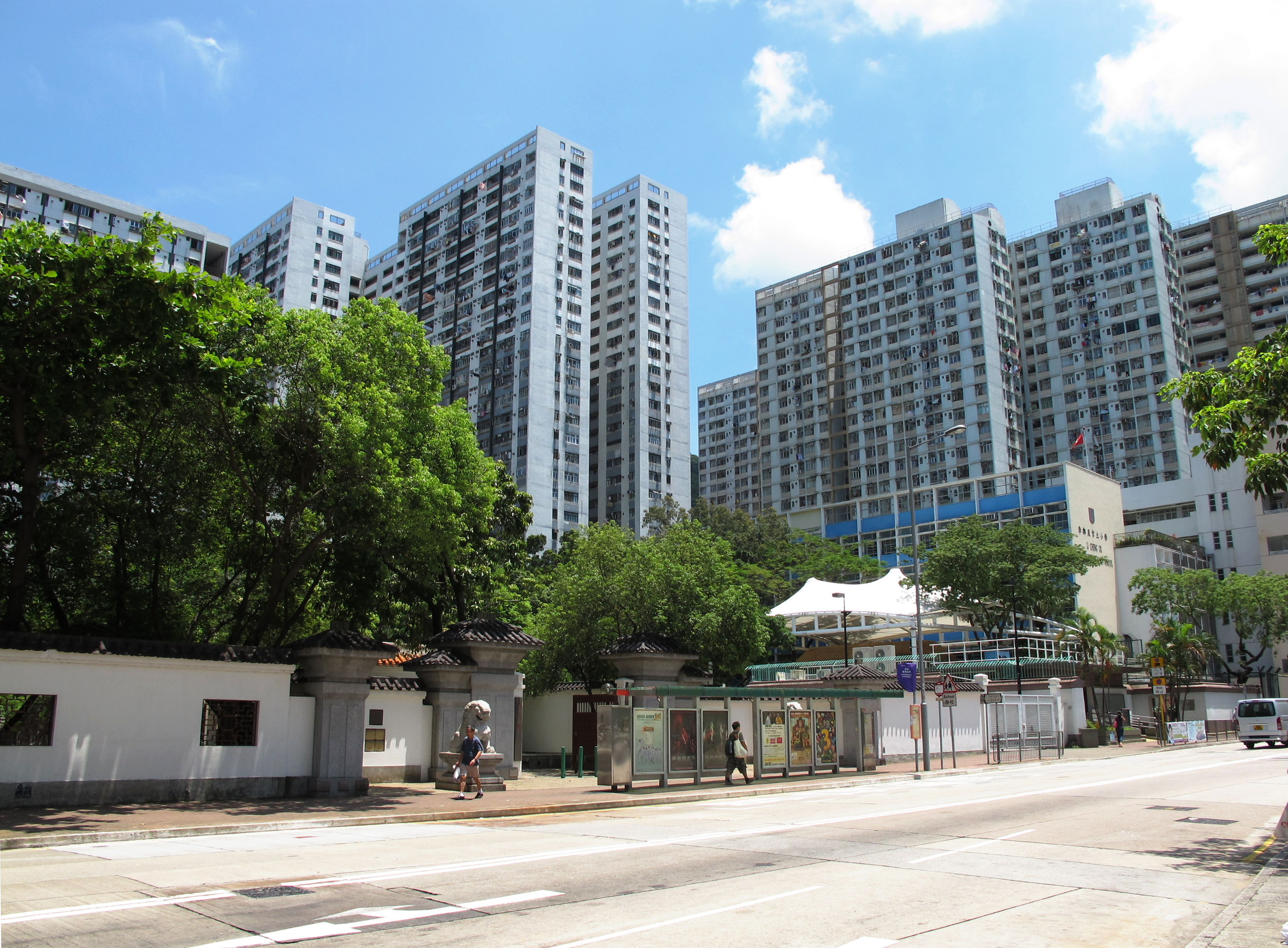
忠孝樓及和睦樓
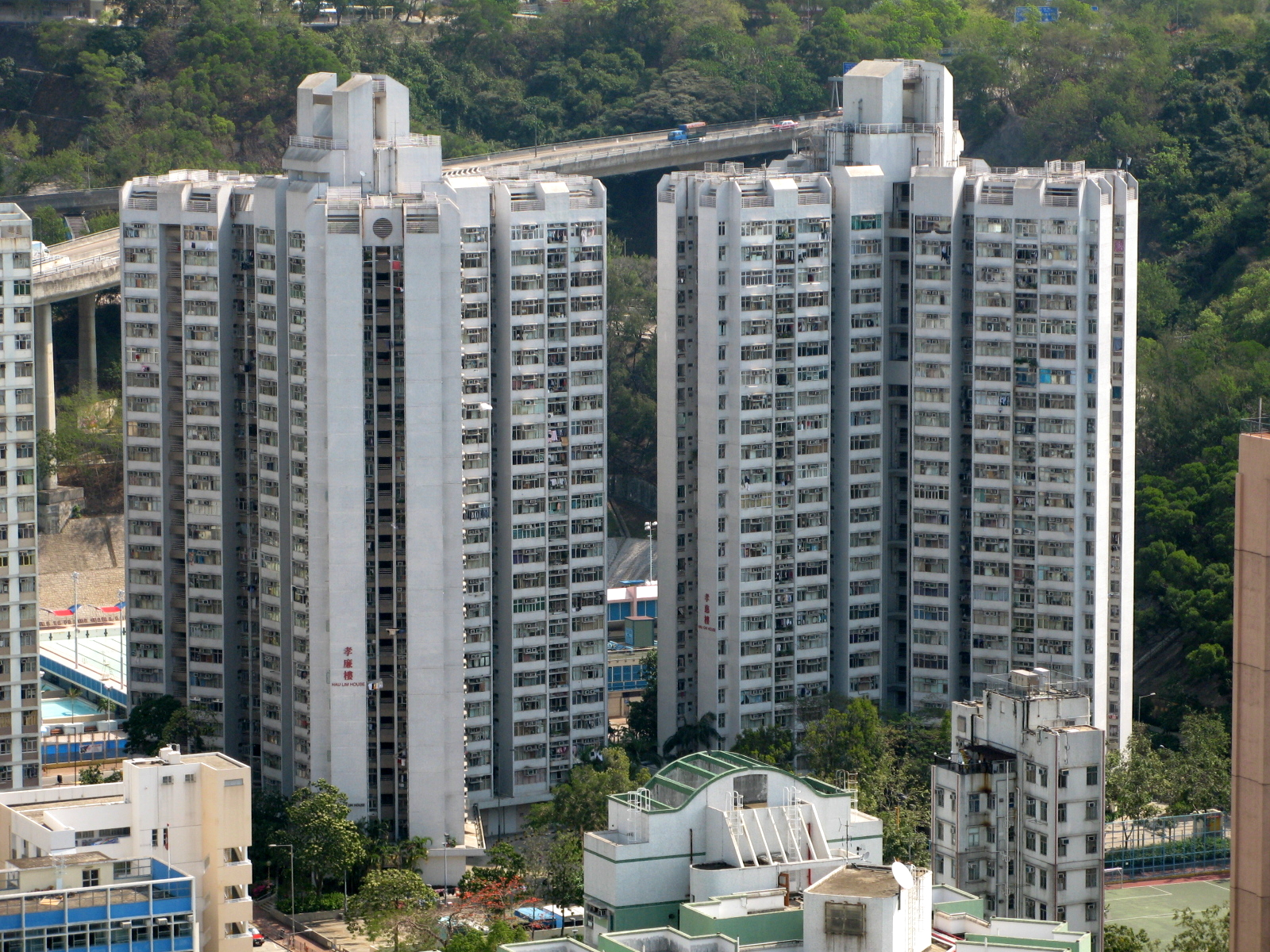
孝廉樓及孝慈樓
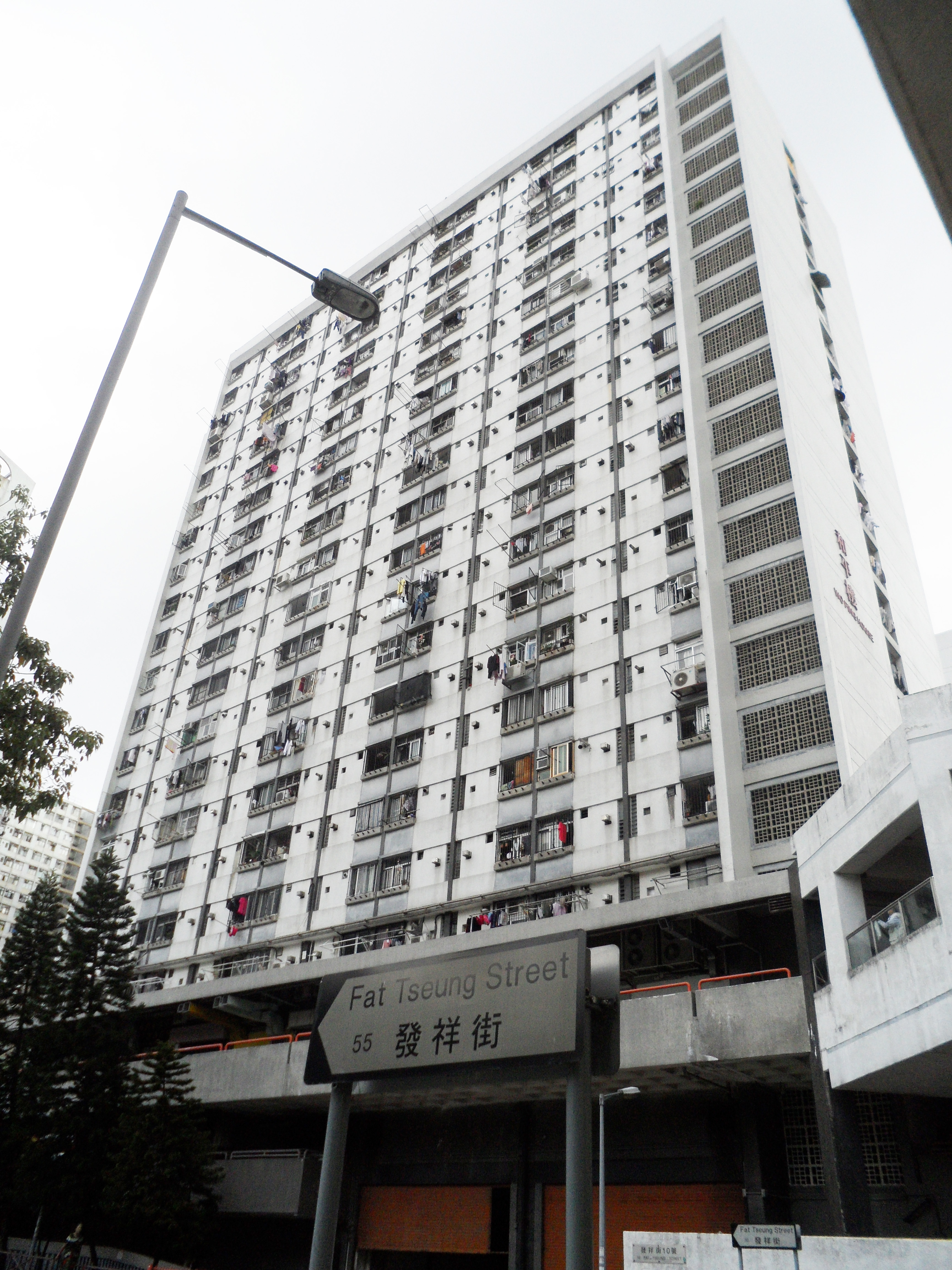
和平樓
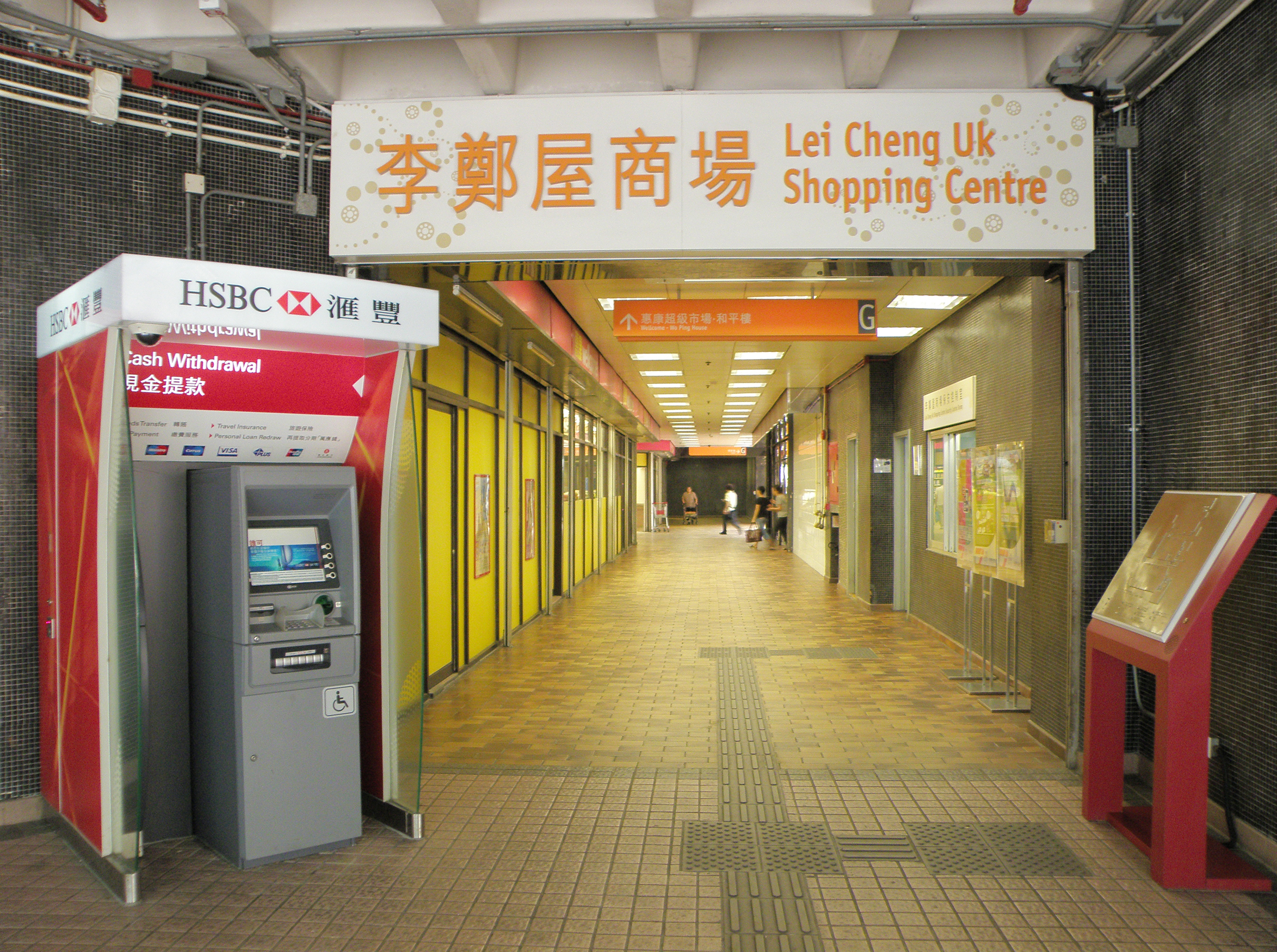
李鄭屋商場地面的西面通道
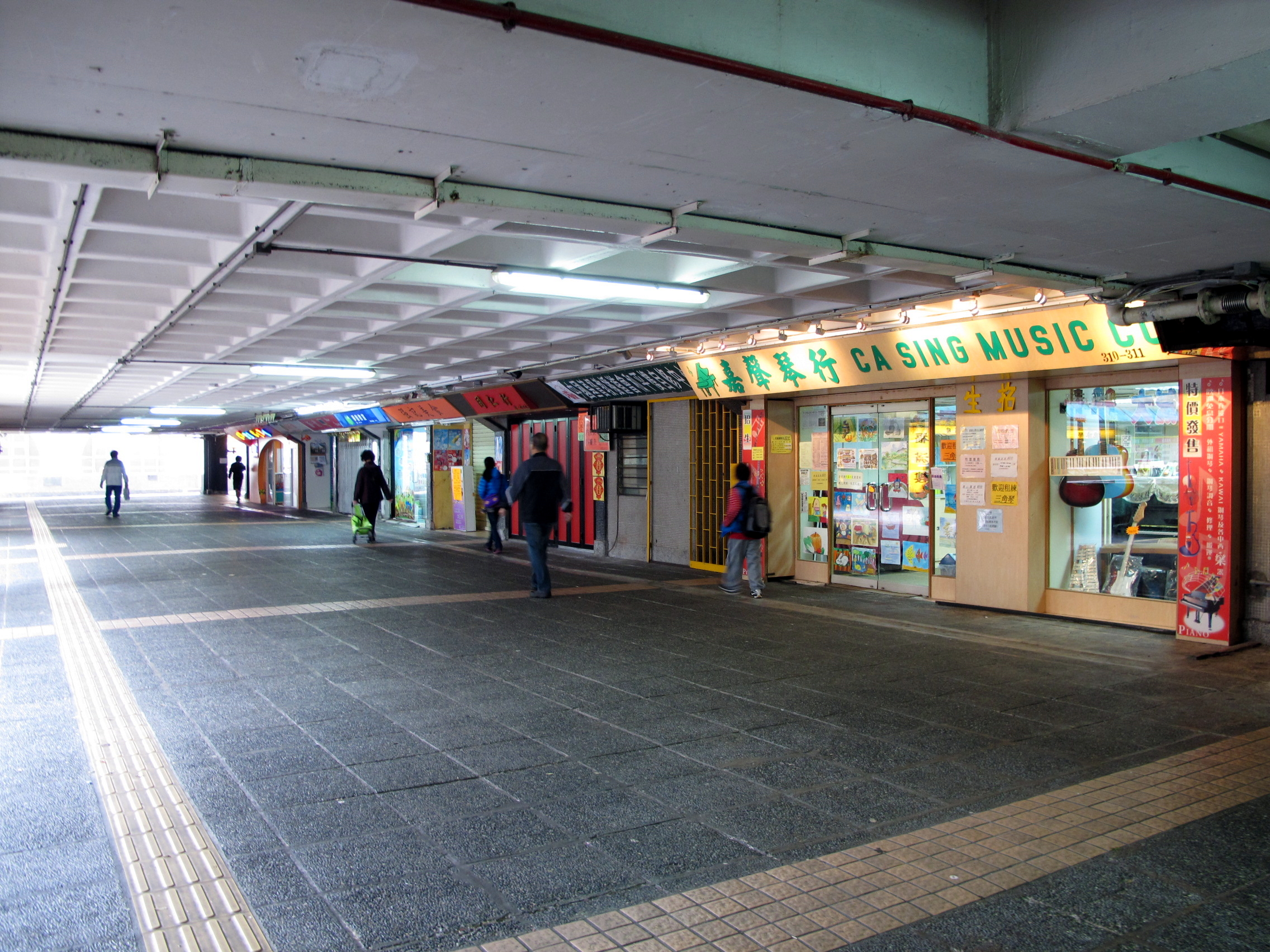
李鄭屋商場1樓通道
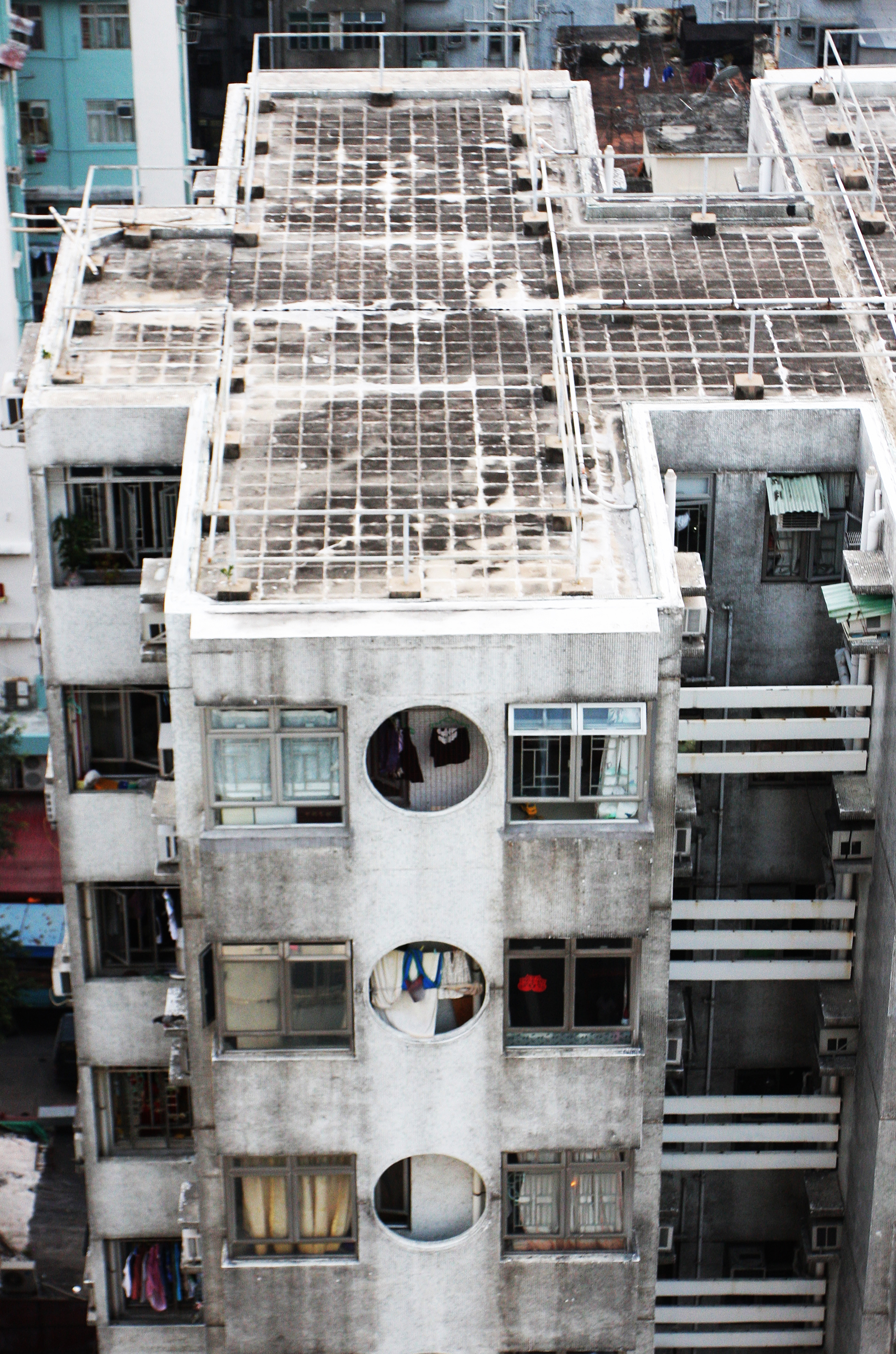
寶麗苑的單位花槽外建有混凝土裝飾板，上面設有月洞窗
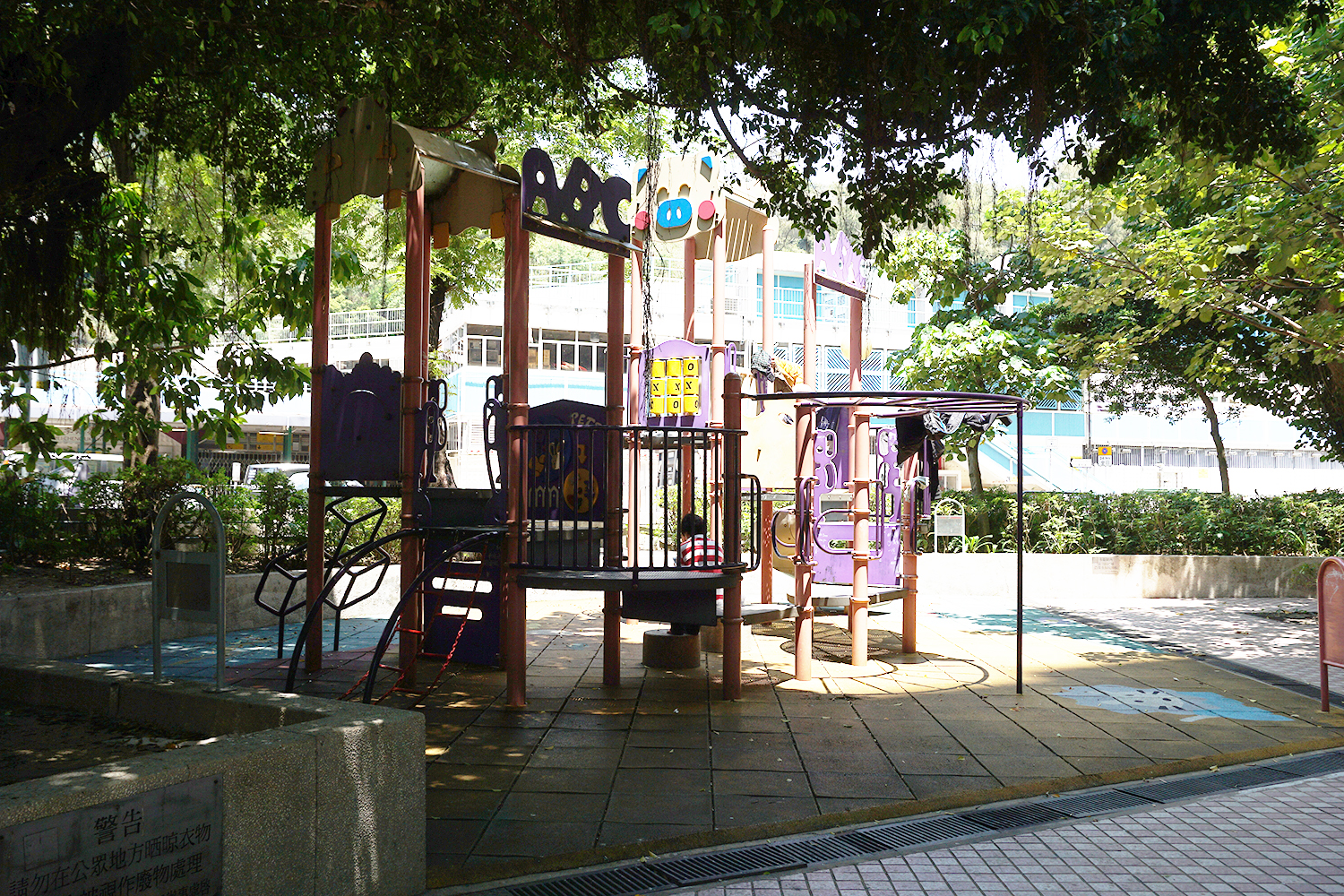
兒童遊樂場（2）
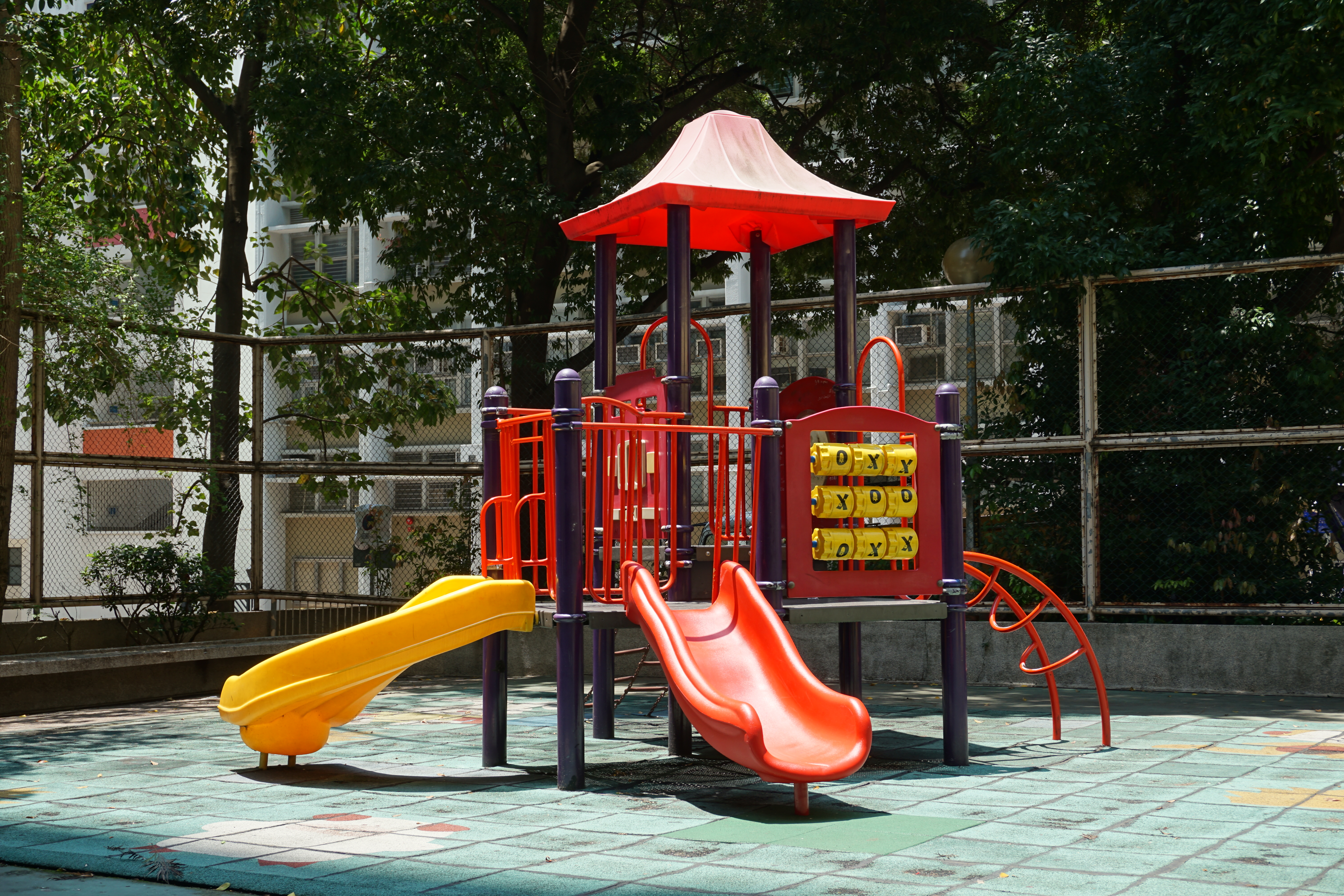
兒童遊樂場（3）

## 教育設施

### 幼稚園
- 聖公會深水埗基愛堂幼稚園 （页面存档备份，存于）（1964年創辦）（位於忠孝樓）
- 香港基督教服務處李鄭屋幼兒學校 （页面存档备份，存于）（1977年創辦）（位於信義樓平台316號）

### 小學
- 李鄭屋官立小學（1958年創辦）
- 新會商會港青基信學校（2013年創辦）

### 已結束的學校
- 艾香德紀念學校（李鄭屋邨1座天台）
- 信望學校（李鄭屋邨2座天台）
- 靈恩學校（李鄭屋邨3座天台）
- 仁愛學校（李鄭屋邨4座天台）
- 光愛學校（李鄭屋邨4座天台）
- 聖紀文小學（李鄭屋邨5座天台，後來遷往長沙灣填海區幸福街並更名為聖公會聖紀文小學）
- 輔英小學（李鄭屋邨6座天台）
- 證基學校（李鄭屋邨6座天台）
- 信義學校（李鄭屋邨7座及8座天台）
- 智修學校（李鄭屋邨10座天台）
- 深培學校（李鄭屋邨12座天台）
- 明道學校（李鄭屋邨13座天台）
- 八和會館學校（李鄭屋邨13座天台，1974-75年遷往藍田邨，再於1991年遷往上水）
- 常光學校（李鄭屋邨14座天台）
- 聖鐸學校（李鄭屋邨15座天台）
- 證光學校（李鄭屋邨16座天台）
- 宣光學校（李鄭屋邨17座及18座天台）
- 衛理幼稚園（李鄭屋邨19座天台）

## 社會福利或輔導機構
- 香港心理衛生會 李鄭屋宿舍（位於孝慈樓地下及二樓C翼，C翼盡頭鐵欄處設趟窗區別）

## 知名住客
- 葉問，詠春拳一代宗師，1960年代居於第12座
- 鄭安國，曾任中華旅行社總經理、大陸委員會副主任委員、馬英九總統辦公室主任

## 事件

### 雙十暴動
徙置事務處職員在10月10日（即中華民國國慶）移除懸掛在李鄭屋徙置區之中華民國國旗及大型「雙十」徽牌而引起。事件釀成約60人喪生，逾300人受傷，是香港史上死亡人數最高的騷亂暴動事件。事件由罷工、示威開始，在三合會介入後迅速演變為嚴重示威活動。

### 聾女美華事件
2021年11月，無綫電視節目《東張西望》報導聾女美華事件，一名聾女美華喪父後發現，父親早年買下的公屋單位竟轉名給大廈的女保安員，對方更狠心將她趕出家門，讓美華每晚只能抱着一堆家當在家門前露宿，事件引起極大迴響。
據「東張西望」報道，美華在「龍耳」創辦人邵日贊陪同下，和法援及律師會面，並透過律師入稟高等法院控告阿娟。入稟狀資料顯示，原告為陳美華，被告為死者陳國的唯一遺產執行人蕭榮娟。原告陳美華是死者陳國的親生女兒，陳美華為聾人，原與父親陳國二人一同居住在李鄭屋邨第5座禮讓樓2109室。被告蕭榮娟則是禮讓樓的保安員之一，與陳國沒有任何關係。

### 太陽能板被颱風吹塌
2023年9月1日，超強颱風蘇拉吹襲香港。在傍晚6時許，巿民目擊孝廉樓天台十數塊太陽能板由高處飛墮一樓平台、大樓對開地面及廣利道兩條行車路，其中行車路的太陽能板面積大約15米乘15米。事件無人受傷。